# Xã Birmingham, Quận Chester, Pennsylvania
Xã Birmingham (tiếng Anh: Birmingham Township) là một xã thuộc quận Chester, tiểu bang Pennsylvania, Hoa Kỳ. Năm 2010, dân số của xã này là 4.208 người.